# Aimé Argand
François Pierre Ami Argand (Ginebra, Suiza, 5 de julio de 1750 - Londres, Reino Unido, 14 de octubre de 1808). Fue un físico y químico suizo, reconocido por desarrollar e inventar el quinqué, el cual remplazó al candil como fuente principal de alumbrado.

## Biografía
Era hijo de un padre relojero, el cual deseaba que Aimé Argand entrara al clero de la Iglesia, sin embargo, Argand tenía más aptitudes para la ciencia, por lo que se convirtió en un discípulo del botánico y meteorólogo Horace-Bénédict de Saussure. Uno de los primeros trabajos científicos que hizo Argand fue el desarrollo de algunas ideas para la mejora de la destilación del brandy a partir de vino. Tiempo después, Argand, con la ayuda de uno de sus hermanos, construyó con éxito una destilería de gran tamaño.
En la década de 1780, Argand comienza a interesarse por las lámparas de petróleo, por lo que empezó a inventar mejoras para su desarrollo. La idea básica era tener una mecha cilíndrica en la que el aire pudiera fluir a través y alrededor, aumentado la intensidad de la luz producida.
En 1784, después de varios intentos fallidos y varios prototipos creados, Argand consigue el funcionamiento de su propia lámpara, actualmente conocida como quinqué por Antoine Quinquet que solo tuvo la idea de añadir una chimenea de vidrio, que se encuentra en un "pico de la lámpara de Argand”.
Esta cobró una gran importancia, siendo considerada como un invento muy relevante de la época, hasta que en 1850 fue remplazada por la lámpara de queroseno. Argand falleció de malaria, a los 53 años de edad, el 14 de octubre de 1803.